# Amazona galtablava
L'amazona galtablava (Amazona rhodocorytha) és una espècie d'ocell de la família dels psitàcids que habita boscos i manglars de l'est del Brasil.

## Descripció
L'amazona galtablava té una corona vermella brillant que s'esvaeix a marró porpra a la part posterior. Les galtes i la gola són blaves i el plomatge de l'ala i el cos és verd amb marques fosques a la part posterior del coll. Es poden veure taques negres i vermelles a les ales quan s'estenen i les plomes de la cua tenen marques vermelles i puntes grogues. El bec i les potes són grises i l'iris de l'ull és marró ataronjat.